# Oppidum de Nages
Pour les articles homonymes, voir Nages (homonymie).
Pour l’article ayant un titre homophone, voir Nage.
L'oppidum de Nages ou oppidum des Castels ou encore oppidum de Saint-Dionisy est situé dans la vallée de la Vaunage, sur la commune de Saint-Dionisy, à proximité de Nages-et-Solorgues, dans le département français du Gard.
Occupé du Néolithique à la période romaine, le site est l'un des sept oppidums gaulois qui rassemblaient la population de la Vaunage à l'âge du fer (800 à 50 av. J.-C.).

## Localisation
L'oppidum de Nages domine la plaine de la Vaunage. Il est accessible à 15 km à l'ouest de Nîmes en prenant la CD 40 en direction de Sommières, puis en prenant à gauche en direction de Nages-et-Solorgues. Le site se trouve au nord du village, en direction de la fontaine romaine, au sommet d'une colline d'une altitude de 160 mètres environ.
On aperçoit les villages de Calvisson et ses hameaux de Sinsans et Bizac, Saint-Côme-et-Maruéjols, Clarensac, Saint-Dionisy et Caveirac, au sud Boissières, et Nages-et-Solorgues au pied de la colline.
Depuis l'oppidum des Castels, on aperçoit à l'œil nu l'oppidum de Mauressip, situé sur la commune voisine de Saint-Côme-et-Maruéjols.

## Historique des recherches
Le site a été fouillé et restauré de 1958 à 1974 par l'archéologue français Michel Py.

## Occupation du site

### Néolithique
Des vestiges lithiques datant du Néolithique ont été découverts en 1958 par Maurice Aliger au pied de la colline, juste au-dessus du village de Nages.

### Âge du fer

Plan des enceintes successives

La tribu gauloise des Volques Arécomiques occupa l'oppidum des Castels au milieu du IIIe siècle av. J.-C. Il se trouve en un lieu stratégique : du sommet de la colline, on aperçoit encore le tracé de l'ancienne voie romaine reliant Nîmes à Sommières. Aujourd'hui, on utilise encore le pont romain pour traverser le Rhôny. Ce petit pont a été restauré. La Voie Domitienne, qui relie l'Italie à l'Espagne, construite à partir de -118, passe à proximité, plus au sud.

### Antiquité
Une partie des quatre enceintes successives de l'oppidum entre 290 av. J.-C. et 10 apr. J.-C. a été dégagée. L'enceinte de pierres plates, les tours de guet et de défense ont été largement restaurées. Elles abritent des rues en damier, des maisons d'habitation, des magasins et un fanum daté de 70 av. J.-C. qui fut détruit par un incendie au début du Ier siècle.
Cet incendie correspond à l'abandon du site, les habitants allant s'installer, comme ceux des oppidums voisins, à Nemausus (Nîmes) qui devient alors la capitale romanisée de toute la région. 
Le site sera brièvement réoccupé au IIIe siècle, une cinquième et dernière enceinte englobant son quart nord-ouest.

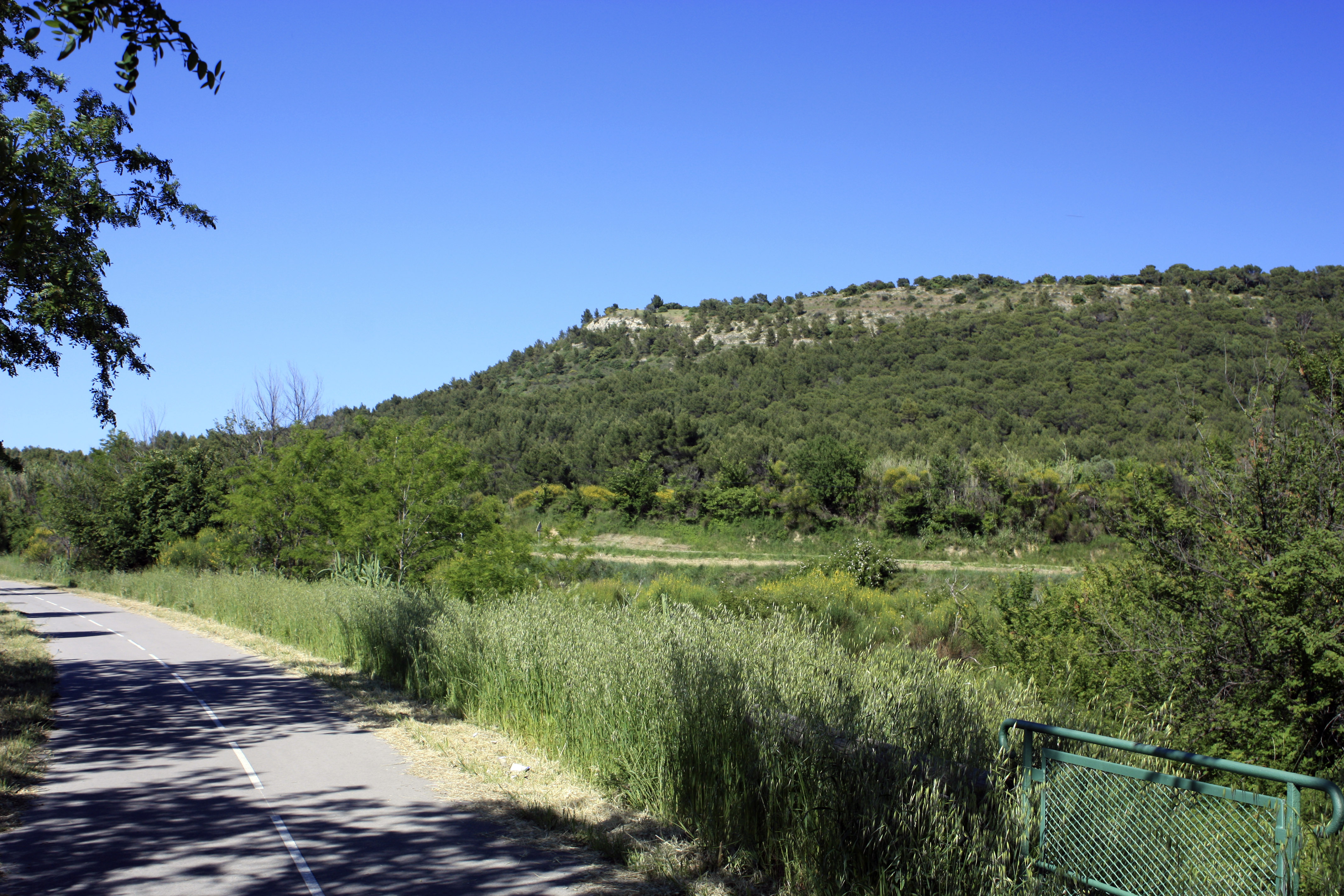
La colline de la Roque de Vif sur laquelle se trouve l'oppidum gaulois
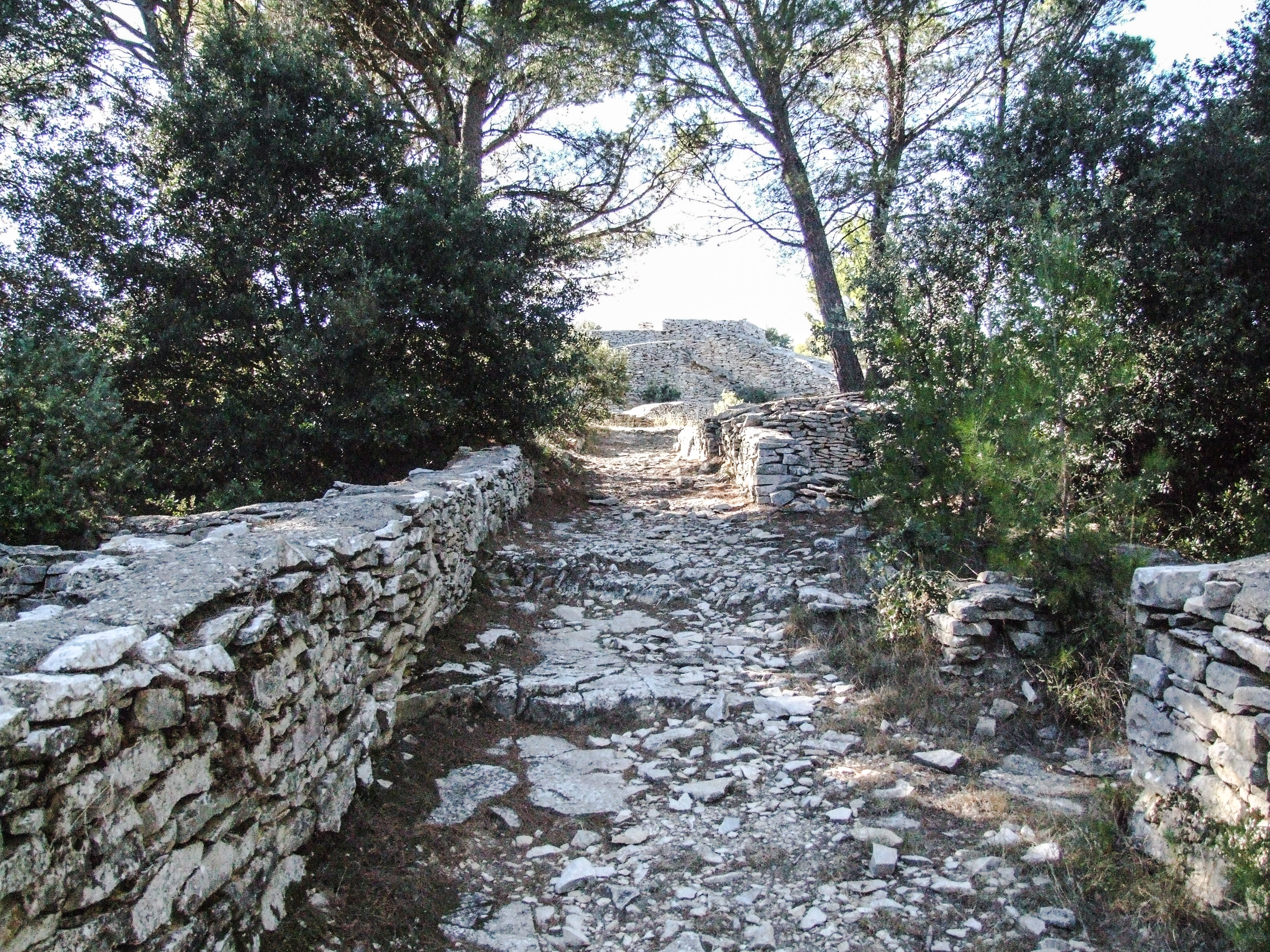
Réseau des rues

## Musée
Pendant 48 ans, au premier étage de la mairie de Nages-et-Solorgues, une petite salle abritait le musée municipal montrant des vestiges archéologiques issus des fouilles faites sur l'oppidum. Faute de fonds, le musée a fermé ses portes en 2023 et la collection a quitté le village [Où ?].